# Columna „M”
Columna “M” este un film documentar românesc de scurtmetraj din 1987 regizat de David Reu.